# Uruçuí
Uruçuí é um município situado no estado do Piauí, Brasil, com coordenadas geográficas de aproximadamente 07º13'46" de latitude sul e 44º33'22" de longitude oeste, a uma altitude de 167 metros. Com uma população estimada em 25.203 habitantes segundo dados do Instituto Brasileiro de Geografia e Estatística (IBGE) em 2022, a cidade está localizada às margens do rio Parnaíba, que serve como divisa entre os estados do Piauí e Maranhão, encontrando-se a cerca de 453 km de Teresina, a capital piauiense.
Uruçuí destaca-se como um dos municípios brasileiros de maior crescimento nos setores econômicos, alcançando uma notável expansão de 27% a 28% desde o ano 2000. Esse crescimento expressivo ressalta o dinamismo e o potencial econômico da região, consolidando a cidade como um importante polo de desenvolvimento.
Ao estar estrategicamente posicionada nas proximidades do rio Parnaíba, Uruçuí usufrui de recursos hídricos e geográficos que contribuem para seu progresso. A cidade representa não apenas um centro populacional, mas também um hub econômico que desempenha um papel relevante na trajetória de crescimento do estado do Piauí.
Uruçuí se destaca ainda mais no cenário econômico devido ao expressivo papel desempenhado no agronegócio. A região é reconhecida pela relevância de suas atividades agropecuárias, consolidando-se como um dos principais polos produtivos no estado do Piauí.
O município de Uruçuí tem experimentado um notável crescimento no setor agrícola, contribuindo significativamente para a economia local e nacional. A fertilidade do solo e as condições climáticas favoráveis proporcionam um ambiente propício para o cultivo de diversas culturas, destacando-se a produção de grãos, como soja e milho.
A expansão do agronegócio em Uruçuí não apenas impulsiona a economia local, mas também gera empregos e fortalece a infraestrutura da região. A modernização das técnicas agrícolas, aliada ao uso de tecnologias inovadoras, tem sido uma característica marcante no desenvolvimento do setor, aumentando a produtividade e a eficiência das atividades agropecuárias.
Além disso, a presença do rio Parnaíba proporciona condições favoráveis para a irrigação, contribuindo para a diversificação das culturas e a ampliação das áreas cultiváveis. A agroindústria também tem ganhado espaço, agregando valor à produção local e gerando oportunidades de negócios.
Dessa forma, Uruçuí não só se destaca como um município em crescimento econômico, mas também como um importante protagonista no desenvolvimento do agronegócio no estado do Piauí, desempenhando um papel fundamental na produção de alimentos e impulsionando a economia regional.

## História
Uruçuí recebeu status de município pela lei estadual nº 290 de 23 de junho de 1902, com território desmembrado do município de Aparecida, hoje Bertolínia.

## Demografia
Em 2022, a população do município foi contada pelo Instituto Brasileiro de Geografia e Estatística (IBGE) em 25 203 habitantes. Segundo o censo daquele ano, 12 500 habitantes eram homens e 12 703 habitantes mulheres. Ainda segundo o mesmo censo, 21 507 habitantes viviam na zona urbana e 3 696 na zona rural. Da população total de 2010, 5 808 habitantes (28,83%) tinham menos de 15 anos de idade, 13 007 habitantes (64,55%) tinham de 15 a 64 anos e 1 334 pessoas (6,62%) possuíam mais de 65 anos, sendo a esperança de vida ao nascer de 72,63 anos. Em 2022, a população era composta por 5 331 brancos (21,2%), 2 907 pretos (11,5%), 43 amarelos (0,2%), 16 663 pardos (66,1%) e 259 indígenas (1,0%).
O Índice de Desenvolvimento Humano Municipal (IDHM) de Uruçuí é considerado médio pelo Programa das Nações Unidas para o Desenvolvimento (PNUD), sendo que seu valor é de 0,631 (o 16º maior do Piauí). Considerando-se apenas o índice de educação o valor é de 0,516, o valor do índice de longevidade é de 0,794 e o de renda é de 0,614. Em 2010, 29,70% da população estava abaixo da linha de pobreza e o coeficiente de Gini, que mede a desigualdade social, era de 0,53, sendo que 1,00 é o pior número e 0,00 é o melhor.

## Política
A administração municipal se dá pelos Poderes Executivo e Legislativo. O representante do Poder Executivo de Uruçuí eleito nas eleições municipais em 2024 foi Gilberto Junior, do Progressistas (PP), que conquistou um total de 11 610 votos (74,18% dos votos válidos), tendo Pedro Moreira como vice-prefeito.
O Poder Legislativo, por sua vez, é constituído pela câmara, composta por 11 vereadores eleitos para mandatos de quatro anos (em observância ao disposto no artigo 29 da Constituição). Cabe à casa elaborar e votar leis fundamentais à administração e ao Executivo, especialmente o orçamento participativo (Lei de Diretrizes Orçamentárias).

### Lista de prefeitos e intendentes
Alguns intendentes e prefeitos de Uruçuí:
- Erotides Lima
- Cícero Coelho
- Manoel Mendes Coelho
- Francisco Coelho
- Coronel Rogério José de Carvalho (primeiro prefeito)
- José Ribamar Coelho
- Elmar Leitão de Carvalho
- José Cavalcante Filho
- Goethe Rommel Martins Coelho
- Maria do Espírito Santo Bringel
- Elmar Leitão de Carvalho
- Francisco Donato Linhares de Araújo Filho (Chico Filho)
- Valdir Soares da Costa (2009 - 2012)
- Renata Coelho (2013 - 2016)
- Francisco Wagner Pires Coelho (2017-2024)
- Gilberto Gonçalves Silva Junior (2025-2028)